# Andreas Müller
Andreas Müller (Berlim, Alemanha Oriental, 25 de novembro de 1979) é um desportista austríaco que compete no ciclismo na modalidade de pista, especialista na prova de scratch; ainda que também disputa carreiras de rota.
Ganhou duas medalhas no Campeonato Mundial de Ciclismo em Pista, prata em 2013 e bronze em 2009, e uma medalha de ouro no Campeonato Europeu de Ciclismo em Pista de 2014. Nos Jogos Europeus de 2019 obteve uma medalha de bronze na prova de madison.

## Medalheiro internacional
| Campeonato Mundial | Campeonato Mundial     | Campeonato Mundial | Campeonato Mundial |
| Ano                | Lugar                  | Medalha            | Competição         |
| ------------------ | ---------------------- | ------------------ | ------------------ |
| 2009               | Pruszków ( Polónia)    | Medalha de bronze  | Scratch            |
| 2013               | Minsk ( Bielorrússia)  | Medalha de prata   | Scratch            |
| Jogos Europeus     |                        |                    |                    |
| Ano                | Lugar                  | Medalha            | Competição         |
| 2019               | Minsk ( Bielorrússia)  | Medalha de bronze  | Madison            |
| Campeonato Europeu |                        |                    |                    |
| Ano                | Lugar                  | Medalha            | Competição         |
| 2014               | Baie-Mahault ( França) | Medalha de ouro    | Madison            |

## Palmarés
2001
- 1 etapa do Tour de Berlin

2006
- GP Buchholz

2007
- 1 etapa do International Cycling Classic

2009
- 1 etapa do International Cycling Classic

2015
- 1 etapa do An Post Rás